# لو فنگ (کشتی‌گیر)
لو فنگ (به چینی: 陆锋،  زادهٔ ۱۰ دسامبر ۲۰۰۳) یک کشتی‌گیر آزادکار اهل کشور چین است. وی سابقه حضور در المپیک ۲۰۲۴ پاریس را دارد.